# McLaren F1 GTR
Der McLaren F1 GTR ist die Rennversion des McLaren-F1-Supersportwagens, die ab 1995 für Langstreckenrennen wie die BPR Global GT Series, die FIA GT Meisterschaft oder die Britischen GT-Meisterschaften hergestellt wurde. Angetrieben wird der F1 GTR von einem BMW S70/2 V12-Ottomotor, der 680 PS leistet und den Wagen auf bis zu 370 km/h beschleunigt. Von insgesamt 106 gebauten McLaren F1 sind 28 F1 GTR. Der F1 GTR dominierte in den 1990er Jahren die internationale Motorsportszene, bis er 2005 in den Ruhestand geschickt wurde. Er ist vor allem für seinen Gesamtsieg bei den 24 Stunden von Le Mans 1995 bekannt, wo er sich bei sehr nassen Bedingungen gegen schnellere und speziell für Le Mans angefertigte Prototypen durchsetzte.

## Entwicklung

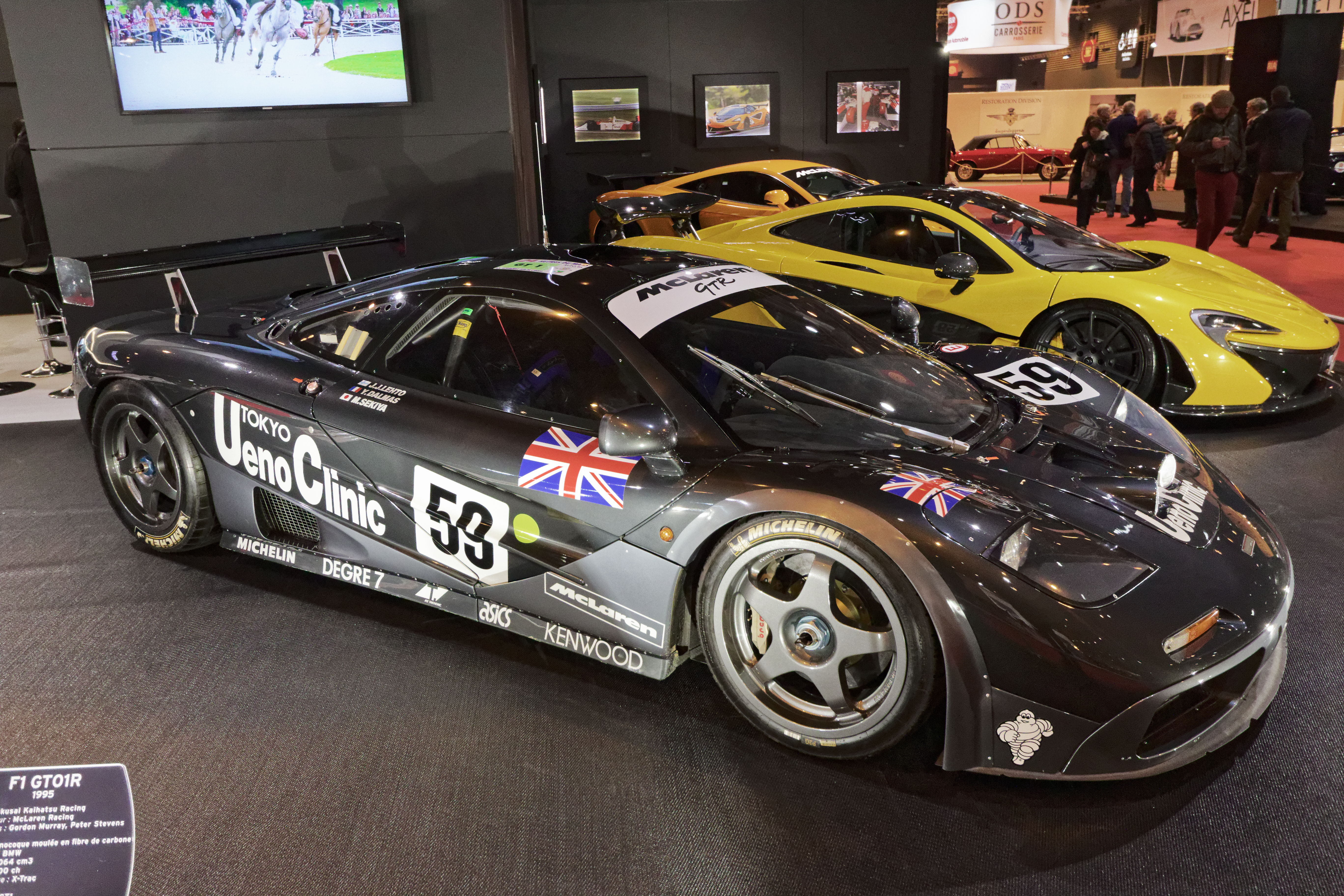
McLaren F1 GTR Chassis #01R

Der Chefentwickler des McLaren F1, Gordon Murray hatte das Ziel das ultimative Straßenauto zu erschaffen, ohne jegliche Intention es im Motorsport einzusetzen, obwohl der F1 eine Menge Renntechnologien und -designs verwendete. Außerdem hatte McLaren Automotive, welches 1989 aus dem Rennstall McLaren Racing hervorgegangen war, durch die Formel-1-Historie Erfahrung mit solchen Technologien. Dennoch wurde bei der Entwicklung des F1 keinerlei Rücksicht auf eine spätere Modifikation in einen Rennwagen genommen.

### 1995–1996
Jedoch wurde nur kurz nach dem Release des McLaren F1 die BPR Global GT Series ins Leben gerufen, welche mit der 1994er-Saison an den Start ging und Rennmodifikationen von Sportwagen wie dem Ferrari F40, dem Porsche 911 Turbo oder dem Venturi 400 mitbrachte. Zudem wurde zu der Zeit nach stärkeren und fähigeren GT1-Fahrzeugen gesucht. Viele Teams wie beispielsweise die von Ray Bellm und Thomas Bscher sahen das Potenzial, welches im McLaren F1 lag. Le Mans Sieger John Nielsen wendete sich also an Gordon Murray, um ihn davon zu überzeugen, eine renntaugliche Version des F1 für die BPR Global GT Series zu entwickeln.
Letzten Endes stimmte Murray zu, mehrere F1 für die 1995er-Saison der BPR Global GT Series zu Rennwagen zu modifizieren. Also nahm McLaren das ungenutzte Chassis #19 und bauten daraus den Prototyp des McLaren F1 GTR mit der Chassisnummer #01R. Da der F1 schon viele Eigenschaften eines Rennwagens mitbrachte, waren nicht allzu viele Modifikationen nötig. In der Karosserie wurden mehr Lufteinlässe hinzugefügt, wie der in der Mitte der Nase und zwei an den Seiten kurz vor den Hinterrädern, um den Motor mit mehr Frischluft zu versorgen. Außerdem verbaute McLaren einen massiven, verstellbaren Heckflügel. Allein dadurch war die 1995er-Version des McLaren F1 GTR in der Lage genug Anpressdruck zu generieren, um mit 160 km/h (ca. 99 mph) an einer Tunneldecke zu fahren. Um Gewicht zu sparen, wurde der gesamte Komfort des Innenraums entfernt und mit einem Überrollbügel versehen. Die Serienbremsen wurden durch Carbon-Keramikbremsen ersetzt. Jedoch musste wegen der damaligen Regelungen in der BPR Global GT Series die Leistung des BMW S70/2 mithilfe eines Luftmengenbegrenzers auf ungefähr 600 PS reduziert werden, was den GTR schwächer als das Serienfahrzeug machte. Die F1 typischen Features wie die zentrale Sitzposition und die Flügeltüren wurden beibehalten. Sogar die Schaltung des Serienfahrzeugs wurde weiterverwendet. Um mögliche Fehler und Schwachstellen zu finden, organisierte McLaren ein 24-Stunden-Testrennen auf dem Circuit de Nevers Magny-Cours.
Für die 1995er-Saison wurden insgesamt 9 Fahrzeuge gebaut, von denen Chassis #01R zu Testzwecken bei McLaren verblieb. Das britische Motorsportteam GTC Racing erhielt 2 F1 GTR, auf welche später ein dritter folgte. Von den übrigen Fahrzeugen erhielten David Price Racing, BBA Competition, Mach One Racing und Giroix Racing jeweils eins. Das letzte Chassis #09R wurde dem Sultan von Brunai, Hassanal Bolkiah, für seine Autosammlung verkauft.
Chassis #01R wurde von McLaren für Le Mans 1995 an Kokusai Kaihatsu Racing herausgegeben, welche mit dem F1 GTR den Gesamtsieg erzielten und mit 281 km/h (ca. 175 mph) den Geschwindigkeitsrekord des Jahres aufstellten.
Für die 1996er-Saison waren jedoch Modifikationen nötig, um den F1 GTR gegen die neu aufkommende Konkurrenz wie den Ferrari F50 GT oder den Porsche 911 GT1 zu wappnen. Diese Modifikationen beinhalteten Erweiterungen der Karosserie an Front und Heck des F1 sowie einen größeren Frontsplitter. Die Verkleidung wurde außerdem dahingehend abgeändert, sie leichter abnehmbar zu machen und so Reparaturen in einer Boxengasse zu vereinfachen und zu beschleunigen. Ebenso wurde die Serienschaltung mit einem leichteren Magnesiumgehäuse und robusteren Teilen ausgestattet.
Für die 1996er-Saison der BPR Global GT Series wurden neun weitere F1 GTR in der 1996er-Variante gebaut, wobei Chassis #03R und #06R zu 1996er-Varianten umgebaut wurden. Die 1996er-Variante des McLaren F1 GTR war die schnellste, bezüglich Geschwindigkeit. Sie erreichte auf der Mulsanne-Geraden in Le Mans 330 km/h (ca. 205 mph), was 13 km/h schneller ist als die 1997er Long Tail Variante des F1 GTR und 6 km/h schneller als der 1996er-Porsche 911 GT1.

### 1997

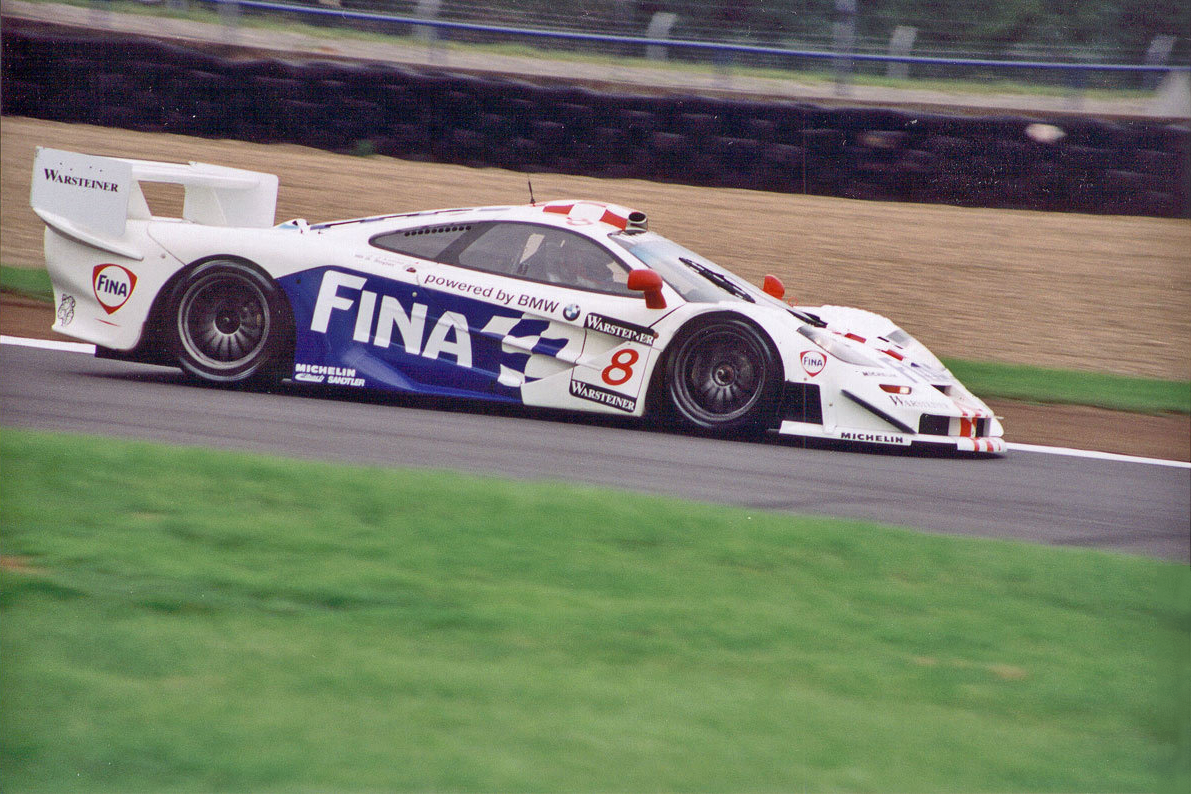
1997er McLaren F1 GTR Long Tail von BMW Motorsport

Mit der Übernahme der BPR Global GT Series durch die FIA in 1997 und der damit einhergehenden Transformation in die FIA-GT-Meisterschaft, wurde die Konkurrenz des F1 GTR wieder größer. Zudem machte Mercedes-Benz mit ihrem CLK GTR in den Tests auf sich aufmerksam. Um also konkurrenzfähig zu bleiben, waren erneut Änderungen am Fahrzeug nötig. Dieses Mal noch drastischere als im Vorjahr.
Während das Carbon-monocoque des Serienfahrzeugs erhalten blieb, wurde die Karosserie des F1 GTR massiv verändert, um so viel Anpressdruck wie möglich zu generieren. Die Nase und das Heck wurden extrem verlängert, während der Heckflügel verbreitert wurde. Außerdem wurden die Radläufe verbreitert, um den maximalen Grip der Reifen zu erzeugen. Die Bodenfreiheit wurde zudem von vorne 60 mm und hinten 80 mm der 1996er-Version zu vorne und hinten 70 mm abgeändert. Durch die deutliche Verlängerung des Fahrzeugs wurden diese Varianten als Long Tail bekannt.
Auch der Motor wurde umfassend modifiziert: Durch eine Hubraumverkleinerung wurde der Hubraum des BMW S70/2 V12 auf 5.990 Kubikzentimeter reduziert, um die Lebensdauer der Motoren zu verlängern und gleichzeitig die durch Luftbegrenzer gesteuerte Leistung von 600 PS (441 kW) beizubehalten. Das Seriengetriebe wurde durch ein neues sequentielles X-trac-6-Gang-Getriebe ersetzt.
Von der 1997er Long Tail Variante wurden 10 weitere McLaren F1 GTR gebaut. Um mit diesen aber auch antreten zu dürfen, war McLaren gezwungen eine Straßenversion des 97er GTR zu bauen, da der 97er GTR so weit vom Serienwagen weg ist. Von diesen Straßenfahrzeugen, die den Namen McLaren F1 GT tragen, wurden nur drei Stück hergestellt.
In Le Mans 1997 erreichte der Long Tail GTR auf der Mulsanne-Geraden eine Geschwindigkeit von 317 km/h. Dies war etwas langsamer als einige andere im Feld, darunter der Porsche 911 GT1 Evo – 326 km/h (ca. 203 mph) oder der Nissan R390 GT1 – 319 km/h (ca. 198 mph).

## Renngeschichte

### BPR Global GT Series
Am Debüttag des F1 GTR beim BPR-Saisonauftakt 1995 in Jerez gingen drei GTRs an den Start (zwei für GTC Racing, einer für David Price Racing). Die McLarens belegten die ersten drei Qualifikationsplätze. Im Rennen konnte sich der McLaren F1 GTR von Ray Bellm und Maurizio Sandro Sala gegen die Konkurrenz eines Porsche 911 GT2 Evo den Sieg mit nur 16 Sekunden Vorsprung sichern. Für das zweite Rennen fügte die französische Mannschaft BBA Competition ihren neuen F1 GTR der Serie hinzu, während Bellm und Sala erneut den Sieg errangen. Es folgte ein Sieg für David Price Racing in Monza und ein erneuter Sieg von GTC in der vierten Runde in Jarama. Allerdings wurde in Jarama, das zweite Chassis von GTC #04R im Training schwer beschädigt. Es wurde für das nächste Rennen durch Chassis #08R ersetzt.
Beim nächsten Rennen auf dem Nürburgring belegte der McLaren F1 GTR erfolgreich die ersten fünf Plätze für GTC, David Price Racing und die neuen F1 GTR-Besitzer Giroix Racing Team und Mach One Racing. Nach einem weiteren Sieg in Donington erlebte der GTR eine kleine Durststrecke, als er zunächst in Montléry gegen einen Porsche und dann in Anderstorp gegen einen Ferrari verlor. Mit dem Sieg in den letzten vier Rennen der Saison kehrte der F1 GTR jedoch zu seiner Form zurück. David Price Racing gewann mit insgesamt zwei Siegen die Teammeisterschaft, während GTC mit fünf Siegen Dritter und Mach One Racing mit drei Siegen Vierter wurde.
Zu Beginn der Saison 1996 stellte McLaren seine verbesserten GTR vor, um seine Dominanz in der Serie fortzusetzen. Bestehende Teams wie GTC Racing und Giroix Racing kauften neuere Autos der 96er-Version, während neue Teams wie BBA Competition, David Price Racing und Mach One die älteren Autos der Spezifikation 1995 behielten. BMW Motorsport kaufte mit Unterstützung des Bigazzi-Teams außerdem drei 1996er F1 GTR.
McLaren startete die Saison 1996 auf die gleiche Weise wie 1995, wobei GTC Racing mit Ray Bellm und James Weaver den ersten Sieg holte. GTC, David Price Racing und Mach One gewannen in den nächsten drei Rennen je einmal, bis der McLaren F1 GTR schließlich in Anderstorp erneut eine Niederlage gegen Ferrari hinnehmen musste. GTC Racing errang auf dem Suzuka Circuit erneut den Sieg, aber als die Serie in Brands Hatch ankam, sah sich der F1 GTR neuer Konkurrenz gegenüber. Porsche stellte seinen neuen 911 GT1 vor und gewann direkt das erste Rennen. Auch wenn es ihm zunächst laut Regelwerk verboten war, Punkte zu sammeln, sollte der 911 GT1 in Spa erneut den Sieg erringen. Porsche ließ Nogaro aus und überließ dem GTR den Sieg, jedoch kehrte Porsche zum letzten Rennen in Zhuhai zurück und holte sich erneut den Sieg.
Obwohl der Porsche spät in der 96er-Saison seine Dominanz zeigte, gelang es GTC Racing mit dem McLaren F1 GTR immer noch, die Teammeisterschaft zu gewinnen. David Price Racing belegte den dritten Platz. 1997 wurde aus der BPR Global Endurance GT Championship die FIA GT Meisterschaft.

### FIA GT Meisterschaft

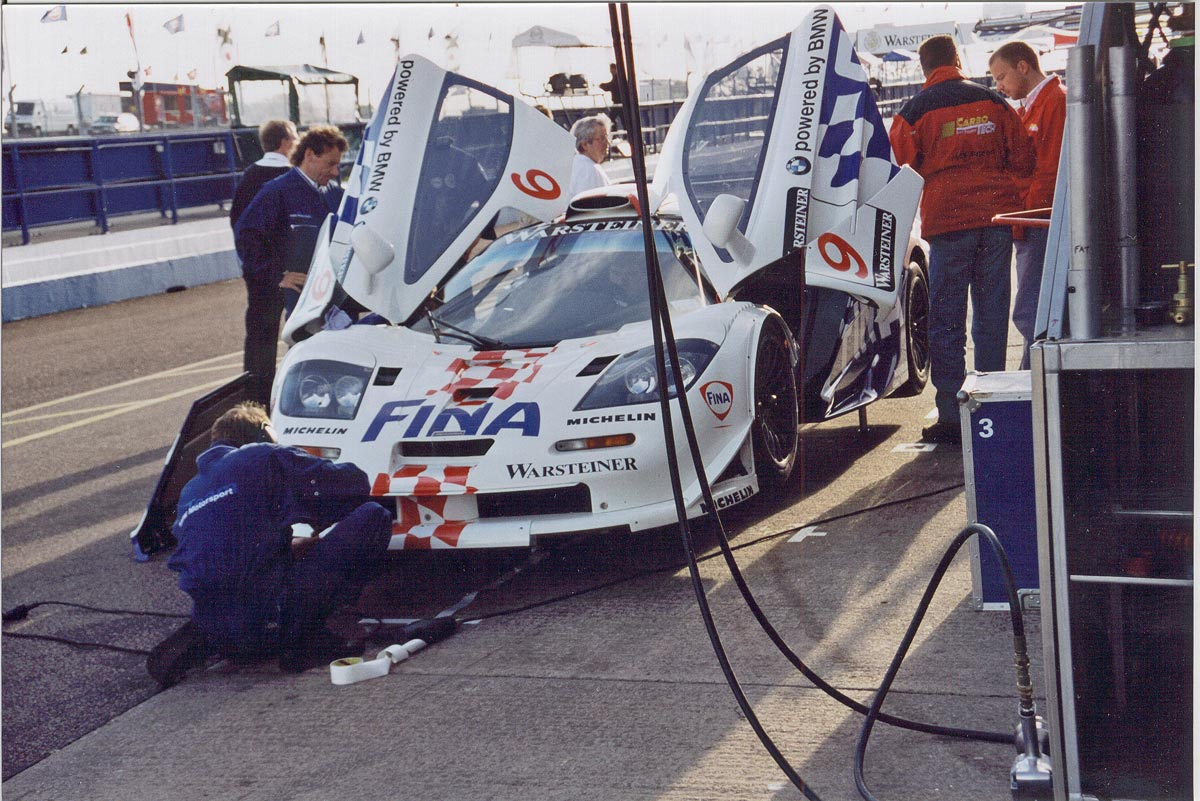
1997er McLaren F1 GTR Long Tail von Schnitzer Motorsport in der Box in Donnington

McLaren hatte mit dem F1 GTR 1996 die Kontrolle über die BPR-Serie und erkannte nun, dass ihr Auto in der völlig neuen FIA-GT-Meisterschaft gegen Konkurrenten wie den neuen Porsche 911 GT1 schwächelte. Gleichzeitig war sich McLaren der Ankunft des neuen Mercedes-Benz CLK GTR, des Lotus Elise GT1 und des Panoz Esperante GTR-1 bewusst, allesamt speziell gebaute Rennwagen, die wenig mit straßenzugelassenen Fahrzeugen wie dem McLaren F1 zu tun hatten. Aus diesem Grund wurden die neuen F1 GTR „Long Tail“-Autos entwickelt, und mit verstärkter Unterstützung von BMW Motorsport setzte McLaren die Saison 1997 fort. Zu den wichtigsten Teams gehörten das von BMW Motorsport unterstützte Schnitzer Motorsport, Team Davidoff und Parabolica Motorsports.
Beim Eröffnungsrennen zeigte der neue Mercedes sein Tempo und holte sich im Qualifying die Pole-Position, doch während des Rennens hatte das Auto mechanische Probleme. Die neueren F1-GTRs zeigten, dass sie den Leistungsvorteil von Porsche überwunden hatten, indem sie einen Doppelsieg über sechs zurückliegende 911 GT1 errangen. In der nächsten Runde wurde Mercedes-Benz den McLarens jedoch gefährlich, wobei ein neuer CLK-GTR dem BMW Motorsport F1 GTR um nur weniger als eine Sekunde unterlegen war. In Helsinki holte sich der BMW Motorsport McLaren mit einem kleineren Feld auf dem temporären Straßenkurs und durch mehr mechanische Probleme für Benz erneut den Sieg.
Mercedes holte sich auf dem Nürburgring einen Doppelsieg vor fünf F1 GTRs. McLaren konnte sich in Spa einen weiteren Sieg erkämpfen, bevor Mercedes erneut die Führung übernahm und in den nächsten drei Rennen jeweils einen Doppelsieg errang. McLaren erreichte in Mugello einen letzten Sieg, bevor Mercedes die letzten beiden Siege des Jahres einfuhr. BMW Motorsport, das in diesem Jahr McLarens einzigen Siege errungen hatte, belegte in der Teammeisterschaft deshalb nur den zweiten Platz, während Team Davidoff mit großem Abstand Dritter wurde.
BMW verließ das Projekt Ende 1997 offiziell, um einen eigenen Le-Mans-Prototyp zu bauen, den BMW V12 LM. Als McLaren erkannte, dass der F1 GTR nicht mehr mit einem noch weiterentwickelten Mercedes CLK-LM mithalten konnte, entschlossen sie sich, die Werksunterstützung für 1998 zurückzuziehen. Das Team Davidoff und Parabolica Motorsports, die mit BBA Competition zusammenarbeiteten, versuchten 1998, mit ihren betagten Autos weiterzumachen, konnten aber in keinem einzigen Rennen besser als fünfter werden. Team Davidoff war das einzige Team, das in dieser Saison Punkte erzielte und den 6. Platz in der Teammeisterschaft belegte. Nach 1998 wurde die GT1-Klasse aufgrund der Dominanz von Mercedes-Benz abgeschafft und McLaren F1-Fahrzeuge traten nie wieder in der FIA GT an.

### All Japan Grand Touring Car Championship

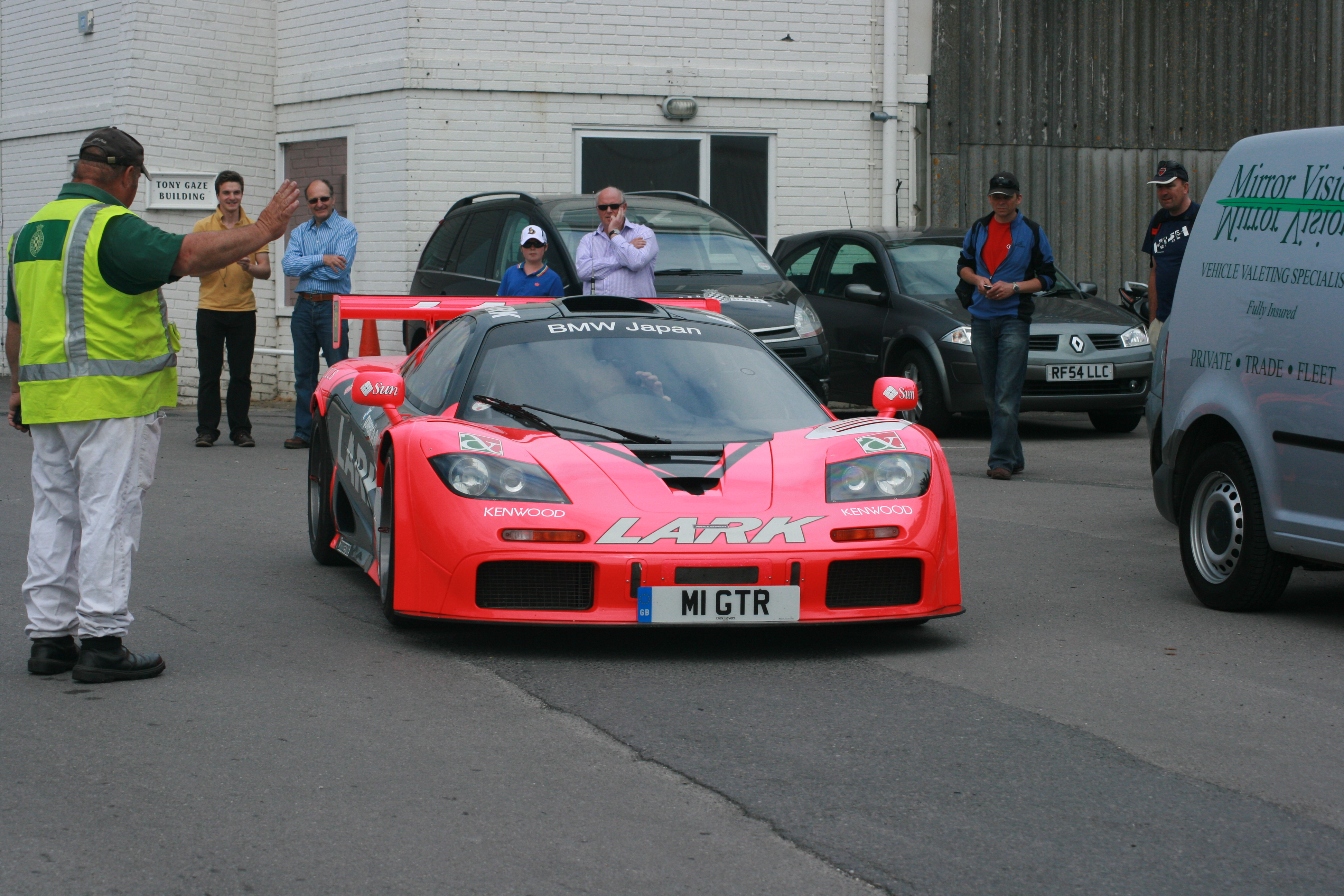
Team Lark McLaren F1 GTR

1996 kaufte das japanische Team Goh zwei F1 GTRs der 1996er-Version, Chassis #13R und #14R, für die Teilnahme an der GT500-Klasse der All Japan Grand Touring Car Championship (JGTC) unter dem Namen Team Lark. Bei seinem Debüt in der Eröffnungsrunde auf dem Suzuka Circuit erwirkte das Lark-Team einen Doppelsieg mit Naoki Hattori und Ralf Schumacher. Beim folgenden Lauf in Fuji holten David Brabham und John Nielsen im Lark GTR den Sieg. In den nächsten beiden Runden besiegten die japanischen Rivalen jedoch die McLarens, aber Team Lark kehrte zurück und holte sich in den letzten beiden Runden der Saison den Sieg. Beim Sugo Rennen beschädigte Team Lark sein einziges Chassis schwer und musste sich das Chassis #04R von GTC Racing als Ersatz für die letzte JGTC-Runde ausleihen. Mit vier Saisonsiegen gewann Team Lark die GT500-Teammeisterschaft vor den Werksmannschaften von Toyota und Nissan. Der Meisterschaftssieg von Team Lark war die zweite Saison in der Geschichte von JGTC/Super GT, in der das Siegerauto der GT500-Klasse nicht von einem japanischen Hersteller stammt; 1995 gewann ein Porsche 911 GT2 die Meisterschaft des GT500-Teams, wobei die Fahrermeisterschaft in diesem Jahr von einem Nissan-Fahrer gewonnen wurde.
Aufgrund von Streitigkeiten mit der GT Association über Auto-Handicaps kehrte Team Lark 1997 nicht zurück, um seinen Titel zu verteidigen, und in der Serie nahm kein McLaren-Fahrzeug teil. Der F1 GTR kehrte jedoch 1999 zurück, als das Team Take One den 1997er McLaren F1 GTR #19R, für den GT500-Wettbewerb kaufte. Die Konkurrenz von Toyota, Honda und Nissan hatte sich seit dem letzten Rennen mit F1 GTRs verbessert, weswegen Team Take One Schwierigkeiten hatte, konkurrenzfähig zu bleiben und erreichte auf dem Mine Circuit nur den 9. Platz.
Für das Jahr 2000 beschloss Hitotsuyama Racing, dem Beispiel von Team Take One zu folgen und sein eigenes 1997er-Chassis #27R ins Rennen zu schicken, welches das Team zuvor 1999 bei den 1000 km von Le Mans Fuji eingesetzt hatte. Obwohl beide Teams während der gesamten Saison unter mechanischen Problemen litten, konnte sich Team Take One bei TI Aida den vierten Platz sichern. Beide Teams machten auch im Jahr 2001 weiter, wobei der Take One McLaren in den meisten Runden erfolgreicher als der von Hitotsuyama war. Jedoch konnte sich der Take One McLaren, am Ende der Saison den Gesamtsieg auf dem Mine Circuit nur neun Sekunden vor einem Werks-Nissan Skyline GT-R, sichern.
Im Jahr 2002 fuhren beide Teams mit ihren F1-GTRs weiter, wobei Hitotsuyama in Motegi mit dem dritten Platz ihr bestes Ergebnis der Saison erzielte, während Team Take One keine nennenswerten Erfolge einfahren konnte und seine Bemühungen am Ende der Saison schließlich aufgeben musste. Hitotsuyama machte bis 2003 weiter und erreichte als bestes Ergebnis nur den 9. Platz. Das Auto sollte Ende 2003 ausgemustert werden, doch Hitotsuyama beschloss, den F1 GTR 2005 für zwei kurze Auftritte zurückzubringen. Er scheiterte beim ersten Rennen in Fuji und belegte bei der Rückkehr der Serie in Fuji nur den 18. Platz, bevor er von Hitosuyama aus dem Rennengeschäft genommen wurde. Dies war der letzte McLaren F1 GTR im weltweiten Wettbewerb.

### Britische GT-Meisterschaft
Ab 1996, mit der Erweiterung der BRDC GT Championship (später bekannt als Britische GT-Meisterschaft), sah das Lanzante Motorsports-Team eine Gelegenheit, einen ehemaligen GTC Racing F1 GTR Baujahr 1995 zu kaufen und einzusetzen. Obwohl das Team schnell genug war, um im Laufe der Saison sechs Pole-Positions zu erringen, hatte es bei den Rennen Probleme und schaffte nur einen einzigen Sieg gegen eine Vielzahl von anderen Sportwagen. Obwohl es den Fahrern Ian Flux und Jake Ulrich problemlos gelang, die Fahrermeisterschaft der GT1-Klasse zu gewinnen, gelang es den beiden nicht, die Teams der GT2- und GT3-Klassen um die Gesamtmeisterschaft zu bringen. Nach der Saison gab Lanzante den F1 GTR auf.
Im Jahr 1998 änderte die Britische GT-Meisterschaft ihre Regeln, um sie denen der FIA GT Meisterschaft näherzubringen. Diese Regeländerungen führten zur Rückkehr eines McLaren F1 GTR in die britische GT-Klasse, wobei Steve O’Rourkes EMKA Racing ein 1997er-Chassis fuhr. Später in Silverstone kam außerdem noch Team Carl hinzu. EMKA schaffte es, zwei Rennsiege zu erringen und die Fahrer Tim Sugden und Steve O’Rourke wurden Zweiter in der Gesamtwertung der Fahrer.
Obwohl die FIA-GT-Meisterschaft 1999 die GT1-Klasse aufgegeben hatte, ließ die Britische GT-Meisterschaft die Autos weiterhin fahren. EMKA Racing machte weiter, wobei AM Racing mit einem weiteren 1997er F1 GTR beitrat, bevor sie Mitte der Saison aussteigen mussten. EMKA schaffte lediglich einen einzigen Sieg und wurde ständig von Porsche 911 GT1 und Lister Storms geschlagen. Im Jahr 2000 gab die Britische GT-Meisterschaft ihre GT1-Klasse endgültig auf und die McLaren F1 GTRs waren nicht mehr teilnahmeberechtigt.

### 24-Stunden-Rennen von Le Mans
Obwohl die 24 Stunden von Le Mans offiziell nicht Teil einer Rennserie waren, galten sie dennoch als wichtig genug, damit McLaren mit seinen F1 GTR teilnahm. In Le Mans anzutreten bedeutete, gegen viele ihrer normalen GT1-Konkurrenten aus verschiedenen Serien anzutreten, aber auch gegen einige einzigartige Autos, die nur für Le Mans entwickelt wurden. McLaren trat erstmals 1995 in Le Mans an, wobei alle damals gebauten sieben Chassis angemeldet waren. Obwohl in der BPR Global GT Series nur sechs Autos zum Einsatz kamen, wurde auch Chassis #01R, das als McLaren-Prototyp verwendet wurde, für das Team Kokusai Kaihatsu Racing bereitgestellt.
Vor dem Rennen ging man davon aus, dass einer der Konkurrenten in der WSC-Klasse der Le-Mans-Prototypen problemlos den Gesamtsieg erringen würde, da es sich um speziell angefertigte Rennwagen handelte, die nichts mit Straßenfahrzeugen wie GT1-Wagen zu tun hatten. Während des Rennens hatten jedoch verschiedene WSC-Fahrzeuge technische Schwierigkeiten und fielen in der Gesamtwertung deutlich zurück, während die Fahrzeuge der GT1-Klasse problemlos weiterfahren konnten. In den letzten Stunden des Rennens fuhren noch fünf McLaren F1 GTRs, während nur noch drei WSC-Autos übrig waren. In einem engen Kampf in den letzten Stunden trat der Kokusai Kaihatsu McLaren gegen den Courage-Compétition-Prototyp an, wobei der McLaren schließlich den Gesamtsieg auf einer der kürzesten Distanzen seit den 1950er Jahren holte. Die andere F1 GTR belegten die Plätze 3, 4, 5 und 13 der Gesamtwertung, nur zwei F1 GTRs schafften es nicht ins Ziel. Zu Ehren der Leistung des F1 GTR entwickelte McLaren fünf spezielle F1-LMs, um die fünf Finisher zu würdigen. Das Siegerauto, das von Yannick Dalmas, Masanori Sekiya und JJ Lehto gefahren wurde, wurde von McLaren behalten und fuhr nie wieder Rennen.
Bei der Rückkehr im Jahr 1996 war die Konkurrenz durch die Le-Mans-Prototypen härter, da Porsche ein Werksteam in der Klasse hatte. Die GT1-Klasse selbst war ebenfalls wettbewerbsfähiger, da Porsche wiederum ein Werksteam mit seinen neuen 911 GT1 antreten ließ. McLaren hatte erneut sieben Startplätze, konnte seinen Erfolg jedoch nicht wiederholen, obwohl sie nur von den beiden neuen 911 GT1 und dem Gesamtsieger Porsche LMP geschlagen wurden. Sechs der sieben McLarens kamen ins Ziel und belegten den 4., 5., 6., 8., 9. und 11. Platz.
Mit den verbesserten Fahrzeugen der Baureihe 1997 kehrte der F1 GTR im darauffolgenden Jahr mit sechs Teilnehmern zurück. Jetzt, wo nicht nur Porsche, sondern auch Lister, Panoz und Nissan antraten, schnitten die McLaren erneut gut ab. Nur zwei Teilnehmer schafften es ins Ziel und belegten den 2. und 3. Gesamtrang (1. und 2. in der GT-Klasse) hinter dem wiederholten Sieger, dem Porsche LMP. Im Jahr 1998 wurden nur zwei McLaren F1 GTRs eingesetzt, beide von Privatteams, wobei eins der Autos den vierten Platz belegte.
Im folgenden Jahr wurde die GT1-Klasse aufgegeben und die F1 GTR waren nicht mehr zugelassen. Bei einer vom ACO genehmigten Veranstaltung in Japan im Jahr 1999 wurde jedoch ein McLaren F1 GTR von Hitotsuyama Racing in der neuen LMGTP-Klasse für Prototypen mit geschlossenem Cockpit angemeldet. Hätte der McLaren seine Klasse gewonnen, wäre er im Jahr 2000 als Prototyp automatisch in Le Mans zugelassen worden, doch das Auto schaffte es nicht ins Ziel und der spätere Klassensieger, ein Toyota GT-One, lehnte die automatische Einladung ab, da Toyota beschloss, aufzuhören, das GT-One-Programm, zugunsten der Formel 1 zu betreiben.

## Spätere Verwendung

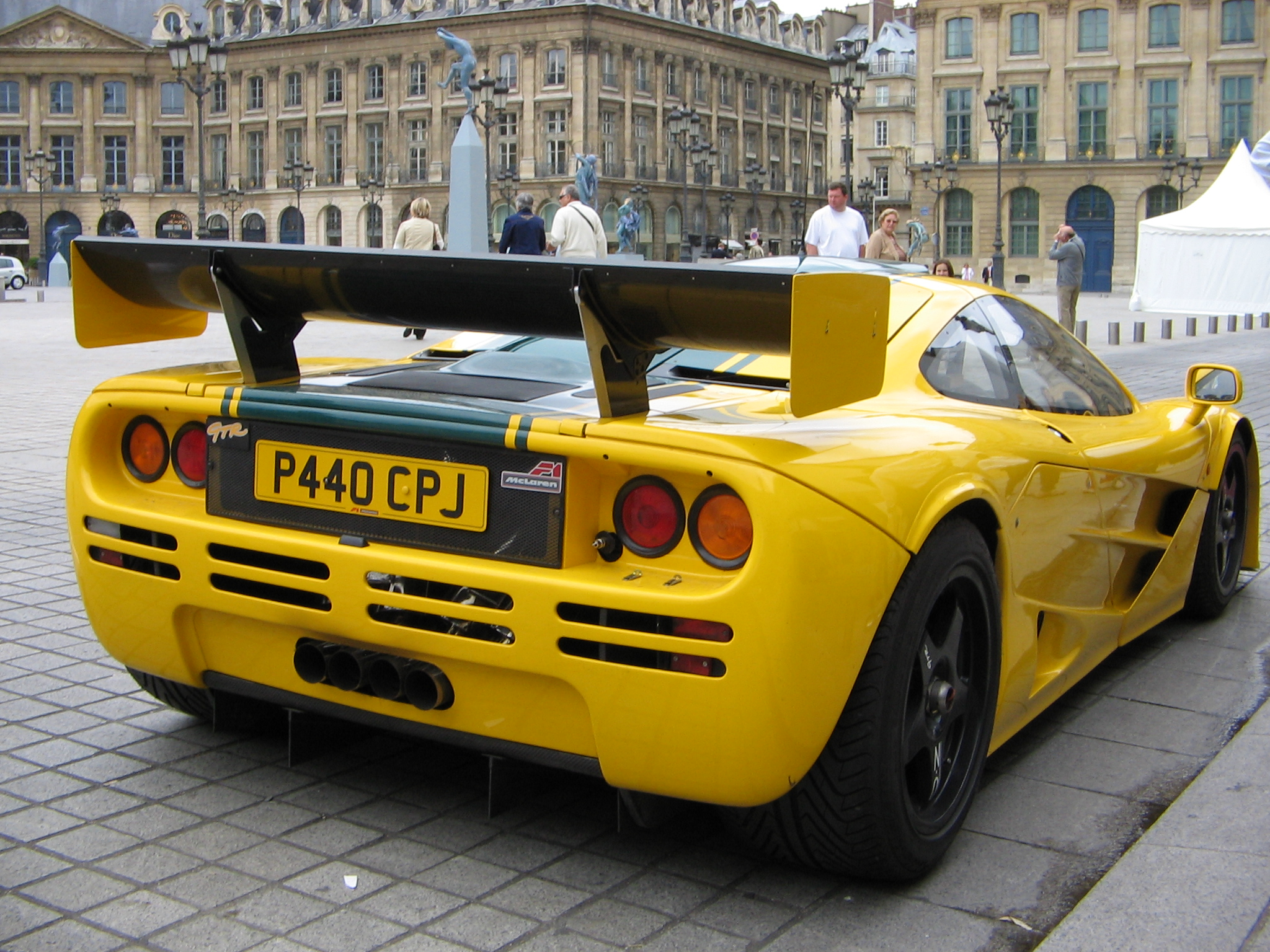
1995er McLaren F1 GTR mit Straßenzulassung

Nach dem Ende des Wettbewerbs für die meisten F1 GTR im Jahr 1998 wurden die verschiedenen Chassis unterschiedlich weiterverwendet. Einige Autos, wie das Le-Mans-Sieger-Chassis #01R, wurden auf Automobilausstellungen oder in Museen öffentlich ausgestellt. Andere wurden von privaten Sammlern gekauft, entweder zu Sammelzwecken oder zur Verwendung durch ihre Besitzer bei historischen Track-Day-Wettbewerben, wie etwa der GT90s Revival Series, an der hauptsächlich ehemalige Konkurrenten der BPR Global GT Series teilnehmen.
Ein paar GTRs wurden nicht nur von Privatbesitzern gekauft, sondern von McLaren auch umfassend umgebaut, um sie straßentauglich zu machen. Um den Vorschriften zu entsprechen, musste die Bodenfreiheit der Autos vergrößert werden. Außerdem musste von einem Rennkraftstofftank und -einlass auf einen traditionelleren Tank und Tankdeckel umgestellt werden. Zusätzlich wurde der Luftmengenbegrenzer am Motor entfernt, sodass die BMW-Motoren ihr volles Leistungspotenzial von 680 PS entfalten können. Auf Annehmlichkeiten wie das Schalldämpfungssystem des Serienautos und manchmal sogar auf die beiden Beifahrersitze wurde verzichtet. Diese modifizierten McLaren F1 GTR gelten als die ultimativen Versionen des Straßenautos, da sie deutlich weniger wiegen als alle anderen Straßenautos. Mehrere F1 GTR in dieser Form werden auch heute noch gefahren.

## Chassis
| Chassis | Geschichte |
| ------- | --- |
| #01R    | Vom Straßenfahrzeug-Chassis Nr. 019 modifiziert und als McLaren-Testwagen verwendet. Von Lanzante Motorsport („Kokusai Kaihatsu Racing“) bei den 24 Stunden von Le Mans 1995 gefahren und erzielte den Gesamtsieg. Unmittelbar danach aus dem Rennsport zurückgezogen und von McLaren Automotive behalten. |
| #02R    | Modifiziert vom Straßenfahrzeug-Chassis Nr. 026 für GTC Racing („Gulf Racing“) für die BPR im Jahr 1995, erzielte fünf Siege und wurde Dritter in der Teammeisterschaft. 4. Platz bei den 24 Stunden von Le Mans 1995. Verkauft an Lanzante Motorsport und startete 1996 in der Britischen GT Meisterschaft, wo er einen Sieg und die GT1-Fahrermeisterschaft erzielte. |
| #03R    | Modifiziert vom Straßenfahrzeug-Chassis Nr. 027 für David Price Racing („West Racing“) für die BPR im Jahr 1995, erzielte drei Siege und gewann die Teammeisterschaft. Hat die 24 Stunden von Le Mans 1995 nicht beendet. Wurde auf die Spezifikation von 1996 aufgerüstet und fuhr 1996 in der BPR fort, holte zwei weitere Siege und belegte den 3. Platz in der Teammeisterschaft. 4. Platz bei den 24 Stunden von Le Mans 1996. In Curitiba wurde er Dritter und in Brasilia Vierter. |
| #04R    | 1995 für GTC Racing („Gulf Racing“) für die BPR gebaut, im Training in Jarama schwer beschädigt, im Team durch #08R ersetzt. 1996 an Team Goh verkauft, um die beschädigte Nummer #014R zu ersetzen und nahm nur an der letzten Runde der JGTC-Saison teil. |
| #05R    | Gebaut für BBA-Racing für die BPR im Jahr 1995, belegte den 10. Platz in der Mannschaftsmeisterschaft. Platz 13 beim 24-Stunden-Rennen von Le Mans 1995. Fortsetzung in der BPR im Jahr 1996, 24. Platz in der Mannschaftsmeisterschaft. 1997 in der FIA GT weitergeführt, konnte keine Punkte erzielen. Fortsetzung in der FIA GT im Jahr 1998, gemeinsam mit Parabolica Motorsport, ohne Punkte zu erzielen. 2010 nach Großbritannien verkauft. |
| #06R    | Gebaut für David Price Racing („Harrods Mach One Racing“) für die BPR im Jahr 1995, erzielte drei Siege und wurde Vierter in der Teammeisterschaft. Dritter Platz bei den 24 Stunden von Le Mans 1995. Auf die Spezifikation von 1996 aufgerüstet und 1996 in der BPR weitergeführt, erzielte einen Sieg und belegte den 8. Platz in der Teammeisterschaft. Platz 6 bei den 24 Stunden von Le Mans 1996. Verkauft an Martin Vehle Racing, nahm 1997 an der FIA GT teil und konnte keine Punkte erzielen. Jetzt im Besitz von David Clark, dem ehemaligen Vertriebsleiter von McLaren Automotive. |
| #07R    | Gebaut für das Giroix Racing Team („GRT Jacadi“) für die BPR im Jahr 1995, belegte den 13. Platz in der Teammeisterschaft. 1995 wurde es Fünfter beim 24-Stunden-Rennen von Le Mans. Verkauft an einen Privatbesitzer in Großbritannien |
| #08R    | Ursprünglich für Lanzante Motorsport gedacht, wurde es aber an GTC Racing („Gulf Racing“) verkauft, um deren beschädigtes Chassis #04R zu ersetzen. Teilnahme an der späteren Hälfte der BPR im Jahr 1995. Beendete die 24 Stunden von Le Mans 1995 nicht. Hat 1996 nur am ersten BPR-Rennen teilgenommen. |
| #09R    | Verkauft an den Sultan von Brunei Hassanal Bolkiah. Die Lackierung ist fast identisch mit dem Le-Mans-Siegerauto von Kokusai Kaihatsu. Keine Wettbewerbshistorie. |
| #10R    | Erstes Auto der Baureihe 1996. Gebaut als Test- und Entwicklungsauto als Ersatz für die ausgemusterte Nummer #01R. Wurde 1996 im Vorqualifikationstraining für die 24 Stunden von Le Mans eingesetzt, nahm aber nicht an Rennen teil. Später für den Straßenzulassungszweck umgebaut und an Nick Mason verkauft. Die Vorderseite des Chassis wurde nach einem Unfall während einer Demonstrationsrunde auf der 75. Mitgliederversammlung des Goodwood Circuit beschädigt. |
| #11R    | Gebaut für das Giroix Racing Team („Franck Muller Racing“) für die BPR im Jahr 1996, belegte den 11. Platz in der Teammeisterschaft. Nahm 1996 im Namen von „Kokusai Kaihatsu Racing“ bei den 24 Stunden von Le Mans teil, kam aber nicht ins Ziel. Zweiter in Monza. Zweiter in Curitaba und Brasilia. 1996 an Larbre Compétition verkauft, aber nie zu Rennen gefahren, später an Mercedes-AMG verkauft, wo es als Testwagen diente und umfangreich mit einer maßgeschneiderten Karosserie modifiziert wurde, um die Aerodynamik für den kommenden CLK GTR-Rennwagen zu testen. Später kehrte er zu McLaren zurück, wurde für den Straßengebrauch umgebaut und in Papaya-Orange lackiert. Im Besitz eines privaten Autosammlers in Europa. |
| #12R    | Gebaut für GTC Racing („Gulf Racing“) für die BPR im Jahr 1996, erzielte vier Siege und gewann die Teammeisterschaft. Für Ray Bellm zum Straßenauto umgebaut, später an Aaron Hsu verkauft. |
| #13R    | Gebaut für Team Goh („Team Lark McLaren“) für die JGTC im Jahr 1996, erzielte drei Siege und gewann die Teammeisterschaft. |
| #14R    | Gebaut für Team Goh („Team Lark McLaren“) für die JGTC im Jahr 1996, erzielte einen Sieg, bevor es bei einem Unfall in Sugo zerstört wurde. Durch generalüberholtes Fahrgestell #04R ersetzt und später zu einem Straßenauto umgebaut. |
| #15R    | 1996 für GTC Racing („Gulf Racing“) in der BPR gebaut und belegte den 6. Platz in der Teammeisterschaft. 1996 wurde er Fünfter beim 24-Stunden-Rennen von Le Mans. |
| #16R    | Gebaut für das Bigazzi Team SRL, nahm 1996 an der BPR-Runde in Silverstone teil und belegte den 11. Platz. 11. Platz bei den 24 Stunden von Le Mans 1996. Später für den Straßengebrauch umgebaut und an Chris Palmer verkauft. |
| #17R    | Gebaut für das Bigazzi Team SRL, nahm 1996 an der BPR-Runde in Silverstone teil und belegte den 4. Platz. Platz 8 bei den 24 Stunden von Le Mans 1996. Im Besitz von BMW North America. |
| #18R    | Gebaut für das Bigazzi Team SRL, nahm an Ausstellungsrunden in Curitiba und Brasilia teil, gewann 1996 beide Rennen und gewann dann 1997 das brasilianische Mil Milhas. Im Besitz der BMW AG. |
| #19R    | Erstes Auto der Baureihe 1997. Gebaut als Test- und Entwicklungsauto, um die verkaufte Nummer #10R zu ersetzen. Wird 1997 vom Team Goh beim FIA GT-Rennen in Suzuka eingesetzt und belegt den 9. Platz. Für die JGTC-Saison 1999 an Team Take One verkauft, erzielte 2001 einen Sieg, bevor es 2002 den Wettbewerb beendete. |
| #20R    | 1997 für GTC Racing („Gulf Team Davidoff“) für die FIA GT gebaut und belegte den 3. Platz in der Teammeisterschaft. Platz 2 bei den 24 Stunden von Le Mans 1997. |
| #21R    | Gebaut für BMW Motorsport/Schnitzer Motorsport für die FIA GT im Jahr 1997, erzielte zwei Siege und wurde Zweiter in der Teammeisterschaft. 1998 für die Britische GT-Meisterschaft an das Team Carl Racing verkauft, fuhr nur in Silverstone und belegte den 8. Platz. |
| #22R    | 1997 für GTC Racing („Gulf Team Davidoff“) für die FIA GT gebaut und belegte den 3. Platz in der Teammeisterschaft. Gewann die 6 Stunden von Vallelunga. Aufgrund eines Brandes im Training konnte das Auto beim 24-Stunden-Rennen von Le Mans 1997 nicht starten und wurde umfassend repariert. Beim Le Mans Autumn Cup kehrte er zurück und belegte den 2. Platz. 1998 fuhr er in der FIA GT fort und belegte den 6. Platz in der Teammeisterschaft. Gewann die Eröffnungsrunde der GTR Euroserie. Gewann die 1000 km von Monza. Hat die 24 Stunden von Le Mans 1998 nicht beendet. Beim GTR-Euroserie-Finale in Spa konnte er nicht ins Ziel kommen.                                                                                      |
| #23R    | Gebaut für BMW Motorsport/Schnitzer Motorsport für die FIA GT im Jahr 1997, gewann ein Rennen und wurde Zweiter in der Teammeisterschaft. |
| #24R    | Gebaut für BMW Motorsport/Schnitzer Motorsport, aber an GTC Racing ausgeliehen, um die Nummer #22R während der Reparatur vorübergehend zu ersetzen. Bei den 24 Stunden von Le Mans 1997 scheiterte es. Verkauft an EMKA Racing für den Einsatz in der Britischen GT-Meisterschaft 1998, wo es zwei Siege erzielte und die GT1-Fahrermeisterschaft gewann. Platz 4 bei den 24 Stunden von Le Mans 1998. Fortsetzung in der britischen GT im Jahr 1999, erzielte einen Sieg und wurde Dritter in der GT1-Fahrermeisterschaft. Derzeit im Einsatz in der historischen Rennserie GT90s Revival. |
| #25R    | Gebaut für GTC Racing („Gulf Team Davidoff“) für die FIA GT im Jahr 1997. Bei den 24 Stunden von Le Mans 1997 schaffte er es nicht ins Ziel. 1999 an Hitotsuyama Racing verkauft. Beim 1000-km-Rennen von Le Mans Fuji 1999 am Ziel gescheitert. Im Jahr 2000 bis Ende 2003 im JGTC teilgenommen. 2005 für zwei JGTC-Rennen in Fuji zurückgekehrt. |
| #26R    | Gebaut für BMW Motorsport/Schnitzer Motorsport für die FIA GT im Jahr 1997, erzielte zwei Siege und wurde Zweiter in der Teammeisterschaft. Dritter Platz bei den 24 Stunden von Le Mans 1997. |
| #27R    | 1997 für Parabolica Motorsport für die FIA GT gebaut und belegte den 7. Platz in der Teammeisterschaft. Wurde von Team Goh bei den 24 Stunden von Le Mans 1997 eingesetzt, kam aber nicht ins Ziel. 1999 für die Britische GT-Meisterschaft an AM Racing verkauft. Verkauft bei einer Brooks-Auktion beim Goodwood Festival of Speed. |
| #28R    | Ursprüngliches Fahrgestell #27R, aber beim Transport beschädigt. Die Chassisplatte wurde auf das Chassis verschoben, das jetzt als #27R bekannt ist. Für den GTC-Wettbewerb als Ersatzwagen umgebaut, kam er 1997 spät in der FIA GT zum Einsatz. Das Chassis 28R würde den „Spirit of The Quail Award“ 2016 nach einem 138-stündigen Einsatz für den Quail Concours, einem Showteil der Monterey Car Week, gewinnen. |